# Phiến đất sét

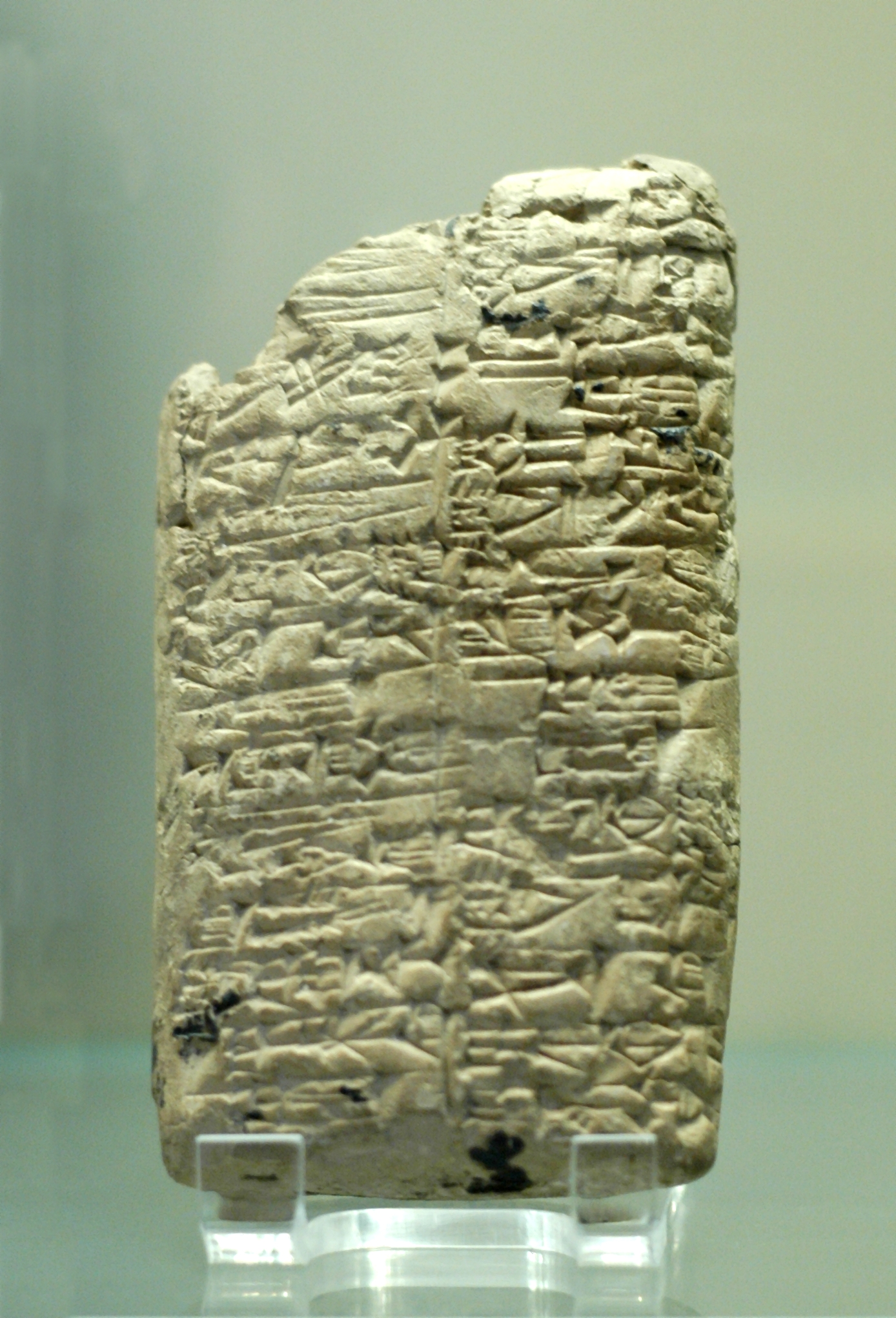
Danh sách các chiến thắng của Rimush, vua của Akkad, trước Abacheamash, vua của Marhashi, chữ khắc trên bút tháp của người Elam, ca. 2270 TCN.

Ở Cận Đông cổ đại, phiến đất sét (tiếng Akkad ṭuppu (m) 𒁾) được sử dụng như một  phương tiện để viết, đặc biệt là bằng chữ hình nêm, trong suốt Thời đại đồ đồng và sang đến Thời đại đồ sắt.
Các kí tự chữ hình nền được viết trên một tấm đất sét ướt bằng dùi nhọn, thường làm từ cây sậy. Sau khi viết xong, một số phiến đất sét được hong khô tự nhiên nên rất dễ vỡ, nếu cần thì có thể nhúng ướt để làm thành một phiến đất sét mới. Một số khác thì được nung trong lò (hoặc có thể ngẫu nhiên bị nung khi các tòa nhà bị cháy hoặc bị đốt phá), trở nên cứng và bền hơn. Bộ sưu tập các tài liệu viết trên đất sét này tạo thành những kho lưu trữ cổ nhất, là nền móng của các thư viện đầu tiên xuất hiện. Hàng ngàn phiến đất sét có ghi chép, bao gồm nhiều mảnh vỡ, đã được tìm thấy trên khắp Trung Đông.
Trong các nền văn minh Minos/Mycenae, các ghi chép trên phiến đất sét còn tồn tại chủ yếu là dùng cho việc kế toán. Một số phiến đất sét có vai trò là nhãn mác với hình giỏ đan liễu gai ở gáy và một số để ghi chép tóm tắt tài khoản hàng năm cho thấy một hệ thống kế toán tinh vi. Trong khu vực văn hóa này, các phiến đất sét không bao giờ được nung một cách có chủ ý, vì đất sét sẽ được làm sạch và tái sử dụng mỗi năm. Tuy nhiên, có một số phiến ngẫu nhiên bị "nung" do gặp phải hỏa hoạn. Phần lớn còn lại vẫn là những phiến đất sét chưa nung cực kỳ dễ vỡ.

## Lịch sử

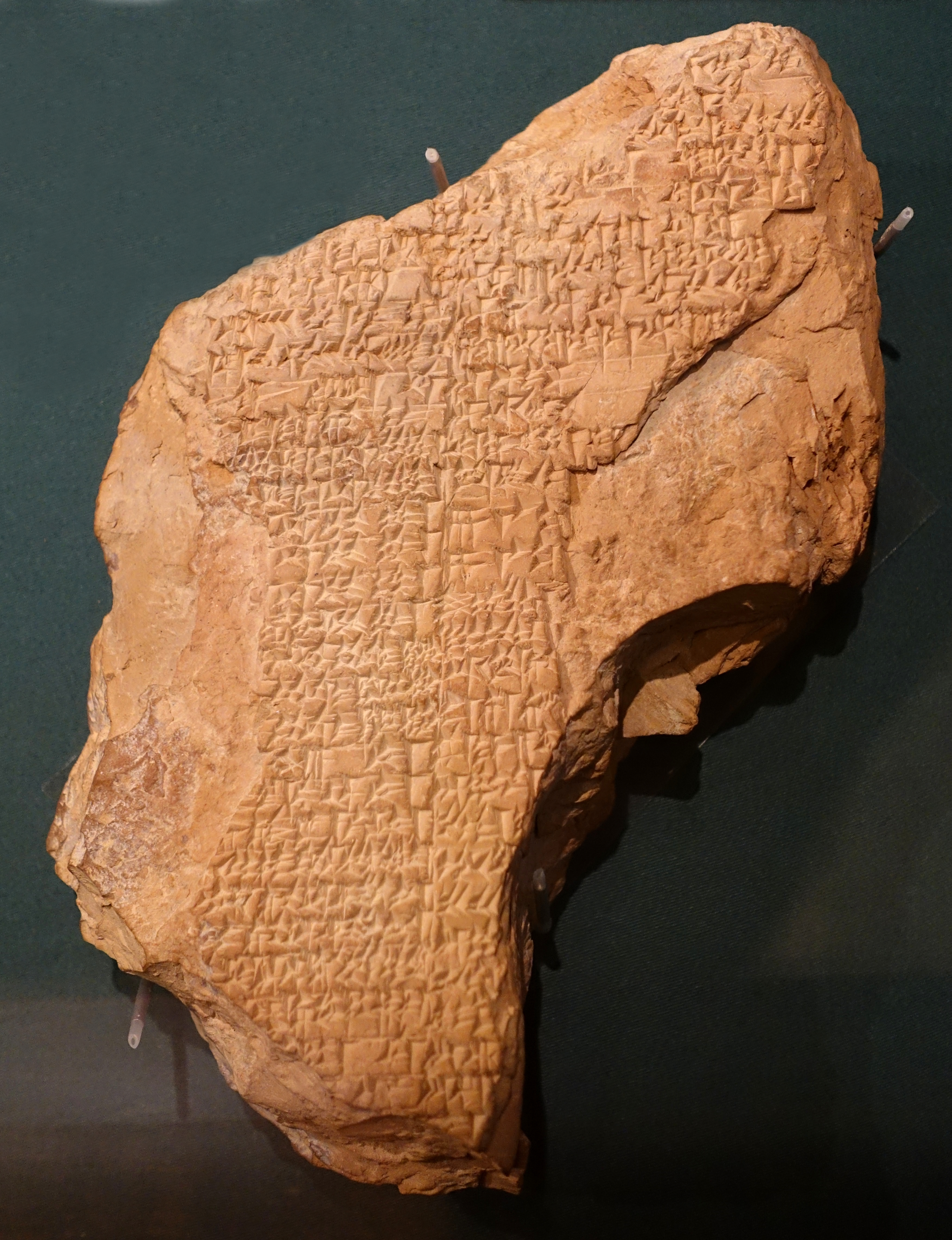
Phiến đất sét Sumer, hiện đang được lưu trữ tại Viện Đông Phương học tại Đại học Chicago, ghi chép bài thơ Inanna và Ebih của nữ tư tế Enheduanna, tác giả đầu tiên có danh tính được biết đến

Tại Lưỡng Hà cổ đại, chữ viết bắt đầu từ những dấu hiệu đơn giản dùng để đếm, nhiều khi không thống nhất, dưới dạng một hình ảnh đơn giản được ấn vào các thẻ đất sét hoặc ít phổ biến hơn là cắt gọt thành gỗ, đá hoặc bình gốm. Cách này dùng để tạo lập các tài khoản ghi chép về số lượng hàng hóa liên quan đến giao dịch có thể được thực hiện. Quy ước này bắt đầu khi nền nông nghiệp phát triển và con người bắt đầu định cư thành các cộng đồng, tạo nên các trung tâm trao đổi hàng hóa ngày một lớn và có tổ chức. Những khu chợ này buôn bán cừu, ngũ cốc và bánh mì, ghi lại các giao dịch bằng thẻ đất sét. Những thẻ đất sét rất nhỏ ban đầu này đã liên tục được sử dụng suốt từ thời kỳ tiền sử Lưỡng Hà, k. 9000 TCN, cho đến khi bắt đầu thời kỳ lịch sử khoảng năm 3000 TCN, khi việc ghi chép bằng chữ viết đã được áp dụng rộng rãi.
Do đó, các phiến đất sét bắt đầu được những kinh sư (người ghi chép) dùng để ghi chép lại các sự kiện xảy ra. Những kinh sư này sử dụng dùi có đầu hình tam giác sắc nhọn để viết, giúp dễ in dấu lên đất sét; bản thân các phiến đất sét có nhiều màu như trắng xương, sô cô la và than củi. Kí hiệu hình ảnh bắt đầu xuất hiện trên các phiến đất sét từ khoảng năm 4000 TCN. Sau này, chữ hình nêm Sumer, một dạng văn tự ghi âm phức tạp hơn, phát triển từ khoảng 2500 TCN, đã có khả năng ghi lại thông ngữ hàng ngày của người dân thường.

## Công dụng

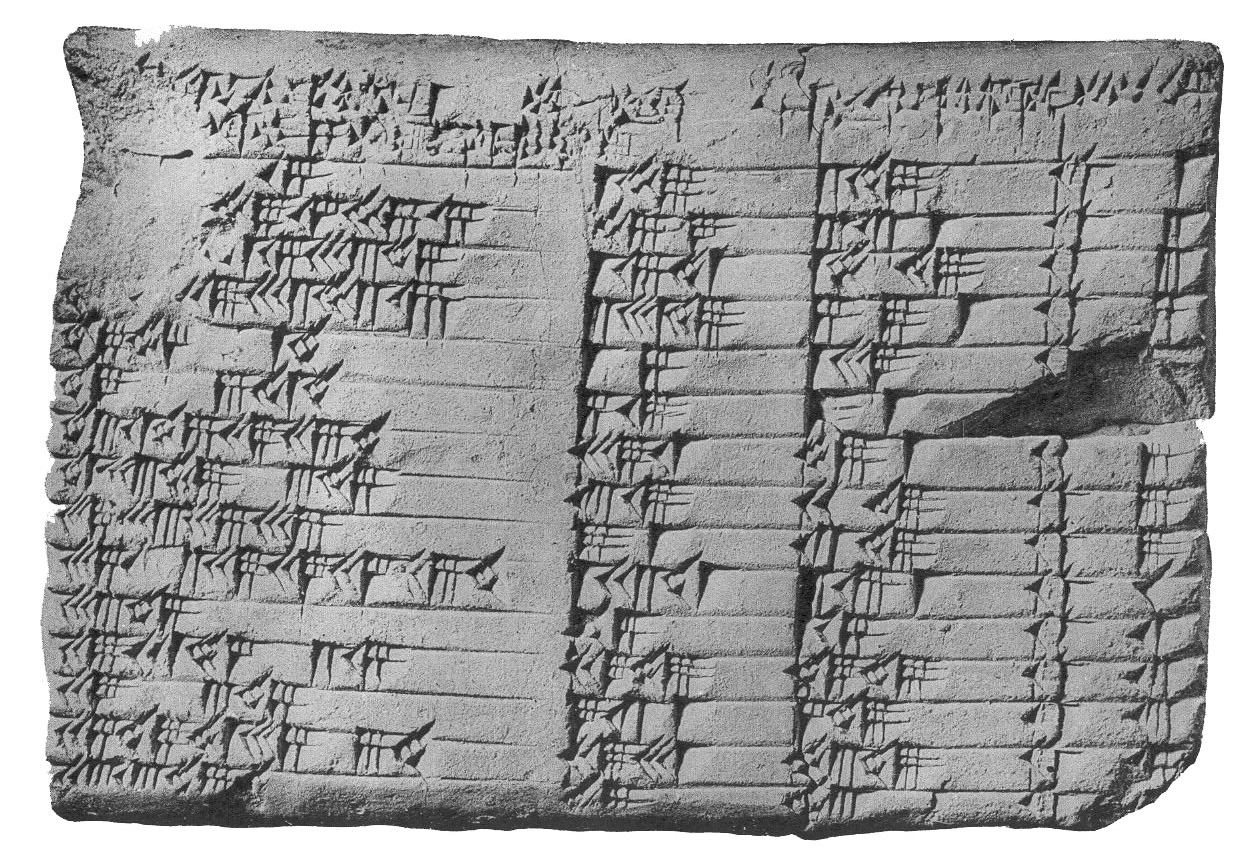
Phiến đất sét Babylonia Plimpton 322, với các con số được viết bằng chữ viết hình nêm. Được cho là viết vào khoảng 1800 TCN, bảng này liệt kê hai trong bộ ba con số ngày này gọi là bộ ba Pythagore.

Văn bản trên phiến đất sét có các hình thức đa dạng như thần thoại, truyện ngụ ngôn, tiểu luận, thánh ca, tục ngữ, sử thi, luật pháp, thực vật và động vật. Những phiến đất sét cho phép các cá nhân có thể ghi lại ai hoặc điều gì nổi bật. Một ví dụ nổi tiếng về những câu chuyện này là Sử thi Gilgamesh. Một số phiến đất sét cũng ghi lại các công thức nấu ăn hoặc phương thuốc.
Các phiến đất sét cũng đóng vai trò như một phương tiện trao đổi thư tín. Các phiến đất sét quan trọng và riêng tư sẽ được phủ thêm một lớp đất sét để không ai khác có thể đọc. Phương tiện giao tiếp này đã được sử dụng trong suốt hơn 3000 năm với mười lăm thứ ngôn ngữ khác nhau. Người Sumer, Babylon và Eblaites đều có thư viện lưu trữ phiến đất sét của riêng mình.

## Dẫn nguồn
1. ↑  Black, Jeremy Allen; George, Andrew R.; Postgate, Nicholas (2000). A concise dictionary of Akkadian (ấn bản thứ 2). Harrassowitz Verlag. tr. 415. ISBN 978-3-447-04264-2. LCCN 00336381. OCLC 44447973.
2. ↑  Guisepi, Robert Anthony; F. Roy Willis (2003). "Ancient Sumeria". International World History Project. Robert A. Guisepi. Bản gốc lưu trữ ngày 17 tháng 12 năm 2017. Truy cập ngày 5 tháng 11 năm 2010. {{Chú thích web}}: Liên kết ngoài trong |work= (trợ giúp)
3. ↑  The Cuneiform Digital Library Initiative gives an estimate of 500.000 for the total number of tablets (or fragments) that have been found.
4. ↑  Roberta Binkley (2004). "Reading the Ancient Figure of Enheduanna". Rhetoric before and beyond the Greeks. SUNY Press. tr. 47. ISBN 9780791460993.
5. ↑  "Early Writing". Harry Ransom Center - University of Texas at Austin. Bản gốc lưu trữ ngày 6 tháng 1 năm 2018. Truy cập ngày 9 tháng 10 năm 2015.
6. ↑  "Cuneiform - Ancient History Encyclopedia". Ancient.eu.com. Truy cập ngày 16 tháng 6 năm 2014.
7. 1 2 3  Cuneiform, Sumerian tablets and the world's oldest writing (factanddetails.com)
8. ↑  Kelley, Laura. 2010. "Some Mesopotamian Ingredients Revealed." The Silk Road Gourmet. Bản gốc https://www.silkroadgourmet.com/some-mesopotamian-ingredients-revealed/. Truy cập ngày 16 tháng 3 năm 2010
9. ↑  "SBL Publications". Bản gốc lưu trữ ngày 30 tháng 9 năm 2021. Truy cập ngày 19 tháng 1 năm 2020.
10. ↑  "The Oldest Cuisine in the World". Google Books. Truy cập ngày 19 tháng 1 năm 2020.